# Santa Catarina Cuanana
Santa Catarina Cuanana är en ort i Mexiko.   Den ligger i kommunen Santiago Yosondúa och delstaten Oaxaca, i den sydöstra delen av landet, 300 km sydost om huvudstaden Mexico City. Santa Catarina Cuanana ligger 1 513 meter över havet och antalet invånare är 685.
Terrängen runt Santa Catarina Cuanana är varierad. Runt Santa Catarina Cuanana är det ganska glesbefolkat, med 30 invånare per kvadratkilometer. Närmaste större samhälle är Piedra del Tambor, 18,0 km söder om Santa Catarina Cuanana. I omgivningarna runt Santa Catarina Cuanana växer huvudsakligen savannskog.